# Пољице (Дрвар)
Пољице су насељено мјесто у Босни и Херцеговини у општини Дрвар које административно припада Федерацији Босне и Херцеговине. Према попису становништва из 1991. у насељу је живјело 182 становника.

## Становништво
|             | 2013.       | 1991.        | 1981.        | 1971.        |
| Укупно      | 57 (100,0%) | 182 (100,0%) | 273 (100,0%) | 290 (100,0%) |
| Срби        | 57 (100,0%) | 181 (99,45%) | 249 (91,21%) | 288 (99,31%) |
| Остали      | –           | 1 (0,549%)   | –            | 1 (0,345%)   |
| Југословени | –           | –            | 24 (8,791%)  | 1 (0,345%)   |